# Phêrô Suon Hangly
Phêrô Suon Hangly (sinh ngày 14 tháng 4 năm 1972) là một giám chức người Khmer của Giáo hội Công giáo, giữ chức Phó Đại diện tông tòa Địa phận Phnôm Pênh từ ngày 28 tháng 6 năm 2025 cho đến nay. Trước đó, ông từng giữ chức Phủ doãn Tông tòa Địa phận Kompong Cham từ tháng 7 năm 2022 đến tháng 6 năm 2025.
Giám mục Suon là người Khmer đầu tiên được bổ nhiệm làm giám mục sau 50 năm kể từ khi Giáo tông Paulus VI bổ nhiệm giám mục Giuse Chhmar Salas vào tháng 4 năm 1975.

## Tiểu sử
Giám mục Phêrô Suon Hangly sinh ngày 14 tháng 4 năm 1972 tại làng Ta Skor, thủ đô Phnôm Pênh (nay thuộc huyện Lvea Aem, tỉnh Kandal, Vương quốc Campuchia), trong một gia đình Công giáo thuộc Giáo xứ Mat Krasas – quê hương Tôi tớ Chúa Giuse Chhmar Salas. Tuy nhiên, lớn lên trong thời kỳ Khmer Đỏ cai quản đất nước cũng như trong Nội chiến Campuchia, phần lớn cuộc sống đầu đời của cậu Suon Hangly diễn ra tại một trại tị nạn ở miền Tây nước Thái Lan, gần biên giới Thái Lan–Campuchia. Trong thời gian sinh sống nơi trại tị nạn, thì vào năm 1991, cậu Suon Hangly nhận được ơn gọi tu trì của mình. Vì thế, sau khi hồi hương, cậu Suon Hangly liền xin theo học tại một chủng viện ở Battambang và trở thành chủng sinh vào năm 1992.
Đến ngày 9 tháng 12 năm 2001, Thầy Phêrô Suon Hangly được truyền chức linh mục, trở thành thành viên của Linh mục đoàn Địa phận Phnôm Pênh. Khi mới được truyền chức, Linh mục Suon Hangly được Đại diện Tông tòa khi đó là Giám mục Émile Destombes M.E.P. bổ nhiệm làm linh mục quản nhiệm giáo điểm Kampot-Kep và Takeo và giữ chức này cho đến năm 2007. Từ năm 2007 trở đi, Linh mục Suon Hangly học tập và nghiên cứu tại Đại học Công giáo Paris, nơi ông tốt nghiệp với văn bằng Thạc sĩ Thần học Tu đức vào năm 2015.
Ngay sau khi tốt nghiệp, Linh mục Suon Hangly về nước và giữ chức Giám đốc Chủng viện Thánh Gioan Maria Vianney, vốn là chủng viện xưa tại Battambang mà nay đã được dời về thủ đô Phnôm Pênh. Ông giữ chức vụ này từ năm 2015 đến năm 2017. Vào năm 2017, Linh mục Suon Hangly được bổ nhiệm làm Quyền Tổng đại diện Địa phận Phnôm Pênh. Ông coi sóc một giáo xứ có tước hiệu Thánh Phêrô và Phaolô ở thủ đô Phnôm Pênh từ năm 2015 đến năm 2022.
Vào ngày 15 tháng 6 năm 2022, Giáo tông Franciscus bổ nhiệm Linh mục Suon Hangly làm Phủ doãn Tông tòa Địa phận Kampong Cham, trở thành giáo sĩ bản địa thứ hai được bổ nhiệm vào chức vụ này (vị đầu tiên là Tôi tớ Chúa Phaolô Tep Im Sotha, bổ nhiệm năm 1968). Thánh lễ Khai mạc sứ vụ Phủ doãn Tông tòa của Linh mục Suon Hangly được cử hành vào ngày 1 tháng 12 năm 2022 tại Nhà thờ Thành phố Kampong Cham, do Tổng giám mục Phaolô Tschang In-Nam chủ tế. Tham dự Thánh lễ có Hồng y Luy Maria Ling Mangkhanekhoun, Giám mục Olivier Schmitthaeusler M.E.P., Linh mục Enrique Figaredo Alvargonzalez S.J., Giám mục Anrê Souksavath Nouane Asa, cùng nhiều linh mục và giáo dân từ Campuchia và các nước lân bang.
Vào ngày 28 tháng 6 năm 2025, Giáo tông Leo XIV bổ nhiệm Linh mục Suon Hangly làm Phó Đại diện Tông tòa Địa phận Phnôm Pênh với quyền thừa kế, trở thành giám mục người Khmer đầu tiên sau 50 năm kể từ ngày Tôi tớ Chúa Giuse Chhmar Salas được bổ nhiệm làm giám mục. Trong tương lai, Giám mục Phêrô Suon Hangly sẽ kế vị Giám mục Olivier Schmitthaeusler, người đang chịu sự cảnh giác từ các đồng nghiệp ở Pháp sau khi có thông tin vị này dính líu tới một vụ bê bối trong nội bộ Hội Thừa sai Paris.